# Максимова Гора (Ленинградская область)
Максимова Гора (вепс. Maksimägi) — деревня в Борском сельском поселении Бокситогорского района Ленинградской области.

## История
Деревня Максимова упоминается на специальной карте западной части России Ф. Ф. Шуберта 1844 года.

МАКСИМОВА-ГОРА — деревня Золотовского общества, прихода Колбицкого погоста. 

Крестьянских дворов — 16. Строений — 49, в том числе жилых — 26. Две водяных мельницы и мелочная лавка.

Число жителей по семейным спискам 1879 г.: 57 м. п., 77 ж. п.; по приходским сведениям 1879 г.: 64 м. п., 80 ж. п.

Сборник Центрального статистического комитета описывал её так:

МАКСИМОВА ГОРА — деревня бывшая государственная при реке Брусенке, дворов — 17, жителей — 111; две мельницы, лавка. (1885 год)

В конце XIX — начале XX века деревня административно относилась к Большегорской волости 3-го земского участка 1-го стана Тихвинского уезда Новгородской губернии.

МАКСИМОВА — деревня Золотовского общества, дворов — 21, жилых домов — 39, число жителей: 59 м. п., 61 ж. п.
 
Занятия жителей — земледелие, лесные промыслы. Ручей. Часовня, кузница, 3 водяных мельницы, мелочная лавка. (1910 год)

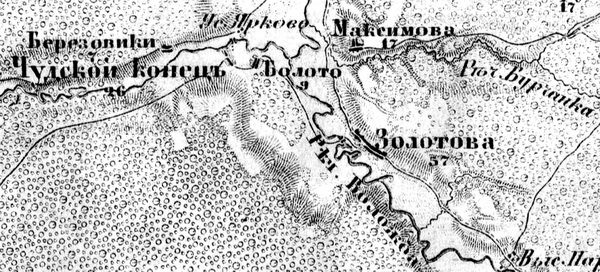
Деревня Максимова Гора на карте 1913 года

Согласно карте Новгородской губернии 1913 года, деревня называлась Максимова и насчитывала 17 крестьянских дворов.
С 1917 по 1918 год деревня входила в состав Большегорской волости Тихвинского уезда Новгородской губернии.
С 1918 года, в составе Череповецкой губернии.
С 1927 года, в составе Золотовского сельсовета Тихвинского района.
С 1928 года, в составе Большегорского сельсовета. В 1928 году население деревни составляло 147 человек.
По данным 1933 года деревня Максимова Гора входила в состав Больше-Горского сельсовета Тихвинского района.
С 1952 года, в составе Бокситогорского района.
С 1963 года, вновь в составе Тихвинского района.
С 1965 года вновь в составе Бокситогорского района. В 1965 году население деревни составляло 35 человек.
По данным 1966 года деревня  Максимова Гора также входила в состав Большегорского сельсовета.
По данным 1973 и 1990 годов деревня Максимова Гора входила в состав Борского сельсовета.
В 1997 году в деревне Максимова Гора Борской волости проживали 3 человека, в 2002 году — 2 человека (все русские).
В 2007 году в деревне Максимова Гора Борского СП проживали 3 человека, в 2010 году — 4.

## География
Деревня расположена в юго-западной части района на автодороге 41К-034 (Пикалёво — Струги — Колбеки).
Расстояние до административного центра поселения — 18 км.
Расстояние до районного центра — 20 км.
Деревня находится на правом берегу ручья Бурчанка, правого притока реки Воложба в 46 км от её устья.

## Демография
| 1997 | 2002 | 2007 | 2010 | 2013 | 2014 | 2017 |
| ---- | ---- | ---- | ---- | ---- | ---- | ---- |
| 3    | ↘2   | ↗3   | ↗4   | →4   | →4   | ↗6   |

## Инфраструктура
На 2017 год в деревне было зарегистрировано 5 домохозяйств.